# Concepción, Tucumán
Concepción är en kommunhuvudort i Argentina.   Den ligger i provinsen Tucumán, i den norra delen av landet, 1 100 km nordväst om huvudstaden Buenos Aires. Concepción ligger 374 meter över havet och antalet invånare är 50 000.
Terrängen runt Concepción är platt. Concepción är det största samhället i trakten.
Trakten runt Concepción består till största delen av jordbruksmark. Runt Concepción är det ganska tätbefolkat, med 65 invånare per kvadratkilometer.